# Helen Thomas
Helen Thomas (Winchester, Kentucky, 4 de agosto de 1920 — Washington, 20 de julho de 2013) foi uma autora, repórter e colunista dos Estados Unidos, sendo uma das primeiras mulheres a fazer jornalismo político.
Trabalhou para a United Press International (UPI) por 57 anos, primeiramente como correspondente e mais tarde como a chefe da UPI na Casa Branca. Ela foi colunista do Hearst Corporation entre 2000 a 2010, escrevendo sobre assuntos nacionais e da Casa Branca. Ela cobriu todos os presidentes dos Estados Unidos desde os últimos anos da administração de Dwight D. Eisenhower até o segundo ano da administração de Barack Obama. Ela foi a primeira oficial da National Press Club, a primeira membro e presidente da Associação de Correspondentes da Casa Branca, e a primeiro membro da Gridiron Clube. Ela escreveu seis livros, o seu mais recente, com o co-autor Craig Crawford, é Listen Up, Mr. President: Everything You Always Wanted Your President to Know and Do, publicado em 2009. Thomas se aposentou em 7 de junho de 2010, após fazer comentários controversos sobre Israel, os judeus de Israel e o conflito israelo-palestino.